# Majšperk
Majšperk je gručasto naselje nad levim bregom Dravinje na severovzhodu Slovenije. Je sedež občine Majšperk in spada pod Štajersko pokrajino, ter pod Podravsko regijo.
Majšperk je staro furmansko naselje na vznožju Dravinjskih goric, ob križišču cest proti Poljčanam, Ptuju, Rogatcu in Slovenski Bistrici, ki se v starih listinah prvi omenja 1261 skupaj z gradom Majšperk in Cerkvijo sv. Miklavža.
Grad je bil po požaru 1695 obnovljen, ob koncu 19. stoletja pa je propadel. Sedanja župnijska cerkev je iz leta 1639. V urbaniziranem delu naselja stoji manjši grad (ali dvorec) Hamre, ki je bil od 1461 do 1880 v lasti ptujskih minoritov.

## Ime
Majšperk se prvič omenja kot Mannesperch leta 1261 (in kot Mansperch leta 1263 in 1371, ter kot Monsperg leta 1426). Ime izvira iz majšperskega gradu iz 13. stoletja (nemško: Monsberg). Grad je postal zapuščen v 19. stoletju in danes so vidne le še ruševine. Grajsko ime je spojina rodilne oblike starovisokonemškega imena Manne in berg "gora", kar prvotno pomeni "Mannova gora".

## Cerkev
Župnijska cerkev v naselju je posvečena sv. Miklavžu in spada pod Mariborsko nadškofijo. Cerkev se omenja že v 13. stoletju, vendar je današnja bila zgrajena leta 1639.